# Thomas Lunacek

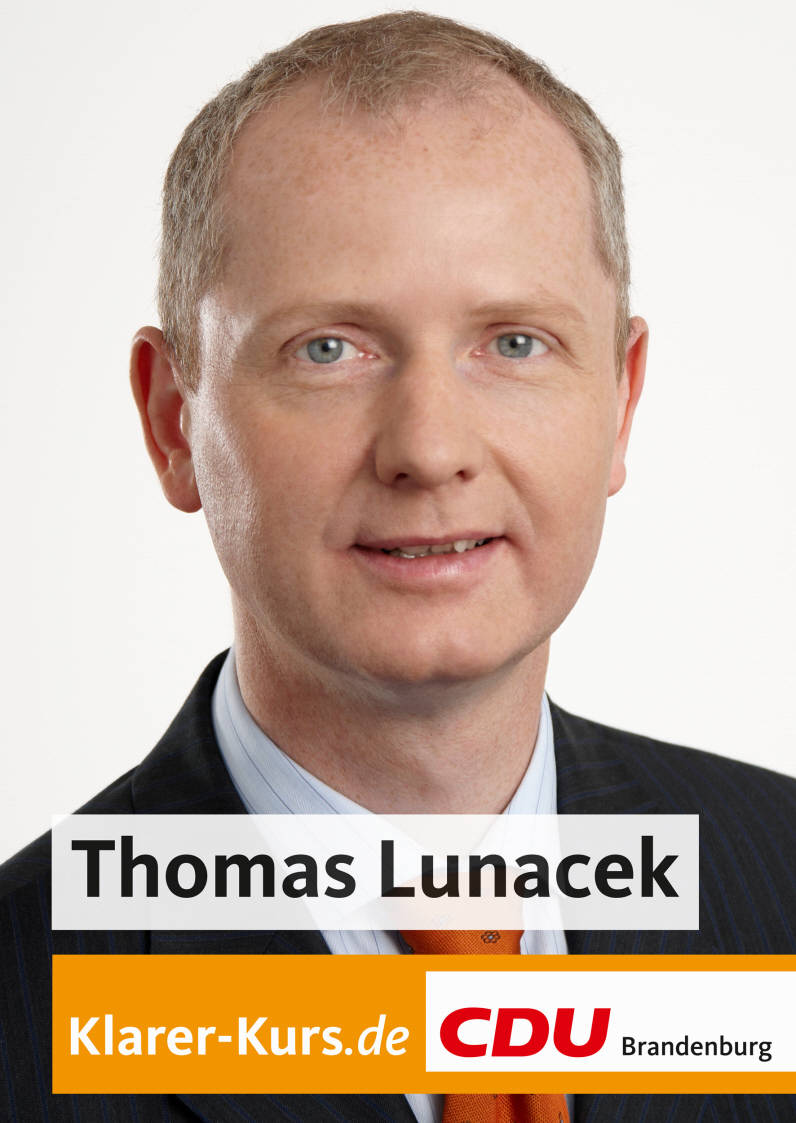
Thomas Lunacek auf einem Wahlplakat zur Landtagswahl 2009

Thomas Lunacek (* 14. September 1964 in Berlin) ist ein deutscher Politiker (CDU). Er war von 1994 bis 2009 Mitglied des Landtages von Brandenburg.

## Beruf und Leben
Thomas Lunacek wuchs in Neuenhagen bei Berlin auf. Von 1981 bis 1984 absolvierte er eine Ausbildung zum Funkmechaniker. Diesen Beruf übte er danach auch bis 1988 aus. Im April 1989 gelang ihm die Flucht über Ungarn in die Bundesrepublik Deutschland. Von Mitte 1989 bis 1994 arbeitete er als Computertechniker. Er ist verheiratet, hat drei Kinder und ist römisch-katholischer Konfession.

## Partei
Lunacek war von 1984 bis 1988 Mitglied einer Gemeindevertretung der DDR. Er trat Mitte 1989 in Stadthagen (Landkreis Schaumburg) der CDU bei. Von 1993 bis 1997 war er Mitglied der Gemeindevertretung Neuenhagen bei Berlin und Vorsitzender der Fraktion der CDU. Von Juni 1993 bis Mitte 1997 war er Landesvorsitzender der Jungen Union Brandenburg und von Januar 1997 bis November 2004 Generalsekretär der CDU Brandenburg, unter zwei verschiedenen Landesvorsitzenden – zuletzt unter Jörg Schönbohm. In seiner Amtszeit als Generalsekretär der märkischen Union hat die CDU Brandenburg, ohne Wissen des Vorstandes, Werbeaufträge in Höhe von 580.000 Euro an die Firma „MaNo!“ erteilt und sich dadurch mit 300.000 Euro verschuldet. Für dieses Verhalten sprach der Landesvorstand Lunacek, dem ehemaligen Landesgeschäftsführer Mario Faßbender und dem damaligen Schatzmeister Dierk Homeyer seine Missbilligung aus. Im April 2007 musste sich der CDU-Landesverband Geld bei seinen Kreisverbänden leihen, um die drohende Zahlungsunfähigkeit abzuwenden.
Zwischen Oktober 1994 und 2009 war Lunacek Mitglied des Landtages Brandenburg. Er trat 1994 und 1999 im Wahlkreis 15 – Barnim III – und 2004 im Wahlkreis 13 – Barnim I – an. Bei den Landtagswahlen 1999 errang Lunacek als Direktkandidat mit 25,3 % Erststimmen und 24,8 % Zweitstimmen für die CDU nur den 3. Platz. Auch im Jahr 2004 sprangen mit 17,5 % der Erststimmen auf ihn und 15,4 % der Zweitstimmen für die Partei nur dritte Plätze heraus. Lunacek zog somit jeweils über die Landesliste der CDU Brandenburg in das Parlament ein. Von 1994 bis 1999 übte er in der CDU-Landtagsfraktion die Funktion des jugendpolitischen Sprechers aus. Im Jahr 1999 wurde er zum stellvertretenden Fraktionsvorsitzenden gewählt. Von 1999 bis 2004 bekleidete er die Funktion des finanzpolitischen Sprechers. Ab Oktober 2004 war er Vorsitzender der CDU-Fraktion im Landtag Brandenburg. Beim Landesparteitag 2005 in Schwedt/Oder wurde er als Fraktionsvorsitzender mit einem Ergebnis von 61 % zum stellvertretenden Landesvorsitzenden gewählt. Er kandidierte beim Landesparteitag im Januar 2007 nicht erneut für eine Position im Landesvorstand der CDU Brandenburg. Anfang März 2007 wurde Lunacek mit 60 % im Amt des Fraktionsvorsitzenden der CDU-Landtagsfraktion Brandenburg bestätigt. Von diesem Amt trat er am 20. Januar 2009 zurück, nachdem er auf dem vorangegangenen CDU-Landesparteitag keinen aussichtsreichen Listenplatz für die Landtagswahlen 2009 erhalten hatte. Die Empfehlung des CDU-Landesvorstandes Brandenburg für die Landesliste zur Landtagswahl 2009, welche 44 Kandidaten enthält, sah nur noch den aussichtslosen Listenplatz 24 für Lunacek vor. Er kündigte seinen möglichen Rückzug aus der Politik an. Vorher will er sich jedoch um ein Direktmandat im Landkreis Barnim (Landtagswahlkreis Barnim I) bemühen, wo sich die CDU jedoch noch nie durchsetzen konnte.
Bei den Wahlen zum 5. Brandenburger Landtag am 27. September 2009 wurde er nicht gewählt.
Am 14. September 2007 wurde Thomas Lunacek mit 83 % der Stimmen zum CDU Kreisvorsitzenden Barnim gewählt.